# إكسفس
إكسفس أو إكس إف سي إي (بالإنجليزية: Xfce) بيئة سطح المكتب حرّة خفيفة لأنظمة يونكس والأنظمة الشبيهة بها مثل لينكس وسولاريس وبي.إس.دي. مبنية باستخدام مكتبات جتك+ (مثل جنوم)، صممت لإنتاجية أفضل، تُحمِّل وتُنفِّذ التطبيقات أسرع مع الاقتصاد في استعمال موارد النظام.
بدأ أوليفير فوردان هذا المشروع في عام 1996، المقصود بالاسم Xfce هو اختصار ل‍ "XForms Common Environment"، وXForms هي المكتبات البرمجية التي استُخدمت لبناء واجهة المستخدم الرسومية في إكسفس، ولكن أُعيد كتابة إكسفس وإلغاء استخدام مكتبات XForms وعلى الرغم من ذلك ظل الاسم باقيًا، ولا يتم كتابة اسمه الآن باستخدام الأحرف الإنجليزية الكبيرة بهذا الشكل "XFce" بل يتم كتابته بالشكل التالي: "Xfce".

## الماضي

### ما قبل 2.0
بدأ أوليفير فوردان بتطوير إكسفس في بداية عام 1997 حيث بدأ كمشروع بسيط مبني باستخدام مكتبات XForms، وكان توجه هذا المشروع ان يكون حُر وموجّه لنظام لينكس ويكون مشابه لـ سي دي إي.

### الإصدار 2.x
أكمَل أوليفير فوردان تطوير المشروع، وفي عام 1998 صدر إكسفس 2.x مع أول إصدار من مدير النوافذ إكسفس، قام أوليفر فوردان ‏ بطلب إلحاق مشروعه مع توزيعة Redhat ولكن رُفِض طلبه لأن مشروعه كان مبنياً على مكتبات XForms التي كانت آنذاك مغلقة المصدر ومجانية فقط للاستخدام الشخصي، وتوزيعة Redhat لا تقبل إلا البرامج الحرّة والمجانية.

### الإصدار 3.x
مكتبات XForms غير الحرّة التي كانت تُستخدم في المشروع كانت تَحد من عملية تطويره كما أن شعبية مكتبات جي تي كي+ كانت في تزايد، ورأى أوليفير فوردان أن يتم التغيير من مكتبات XForms إلى جتك+، وفي مارس من عام 1999 ألغى الإصدارات القديمة من إكسفس وبدأ بإعادة كتابة المشروع من جديد باستخدام مكتبات جتك+، الناتج كان إكسفس 3.0 والذي تم ترخيصه تحت رخصة جنو العمومية، واستفاد المشروع من اعتماده على مكتبات جتك+ العديد من الميزات، منها دعم اللغات العالمية وتحسين أسلوب الإعداد وميزة السحب والإفلات، تم رفع إكسفس إلى SourceForge في فبراير 2001 مع الإصدار 3.8.1.

### الإصدار 4.x
تقدّم إكسفس كثيرًا في الإصدار 4.0.0، حيث تم الترقية إلى الإصدار 2 من مكتبات جتك+ وتمّت العديد من التغييرات الهامّة في هذه الإصدارات مثل الاعتماد على أيقونات متجهة ودعم التأثيرات على إكسفس، في يناير 2007 تم إطلاق الإصدار 4.4.0 والذي احتوى على العديد من الميزات الملحوظة، مثل اعتماده على مدير الملفات ثونار كبديل لمدير الملفات السابق Xffm، كما احتوت هذه الإصدارة على العديد من التأثيرات البصرية، وأُضيف دعم للأيقونات على سطح المكتب.

## تطبيقات إكسفس
توفّر إكسفس العديد من المكتبات البرمجية التي تُساعد على تطوير البرامج تحت بيئتها، وتم بالفعل بناء العديد من البرامج باستخدام هذه المكتبات مثل محرر النصوص ماوس باد، ومشغّل الملفات الصوتية إكسف ميديا.

## وصلات خارجية
- الموقع الرسمي
- إكسفس على موقع SourceForge (الإنجليزية)